# ماك كولفيل
ماك كولفيل هو لاعب هوكي جليد كندي، ولد في 8 يناير 1916 في إدمونتون في كندا، وتوفي في 27 مايو 2003 في كالغاري في كندا.

## وصلات خارجية
- ماك كولفيل على موقع دوري الهوكي الوطني (الإنجليزية)
- ماك كولفيل على موقع قاعة مشاهير الهوكي (لاعب أن.إتش.أل) (الإنجليزية)
- ماك كولفيل على موقع EliteProspects.com (الإنجليزية)
- ماك كولفيل على موقع HockeyDB.com (الإنجليزية)
- ماك كولفيل على موقع Hockey-Reference.com (الإنجليزية)